# Roestmot
De roestmot (Heliodines roesella) is een vlinder uit de familie van de roestmotten (Heliodinidae). De wetenschappelijke naam is gepubliceerd in 1758 door Linnaeus in de tiende editie van Systema naturae.
De soort komt voor in Europa.